# SN 2005lq
SN 2005lq – supernowa typu Ia odkryta 24 listopada 2005 roku w galaktyce A024136+0012. W momencie odkrycia miała maksymalną jasność 22,70m.